# Josh Brolin
Josh James Brolin (/ˈbroʊlɪn/; sinh ngày 12 tháng 2 năm 1968) là nam diễn viên người Mỹ. Ông được biết đến qua những vai như Llewelyn Moss trong No Country for Old Men, Agent K trong Men in Black 3, George W. Bush trong W., Dan White trong Milk và Thanos trong các phim của Marvel Cinematic Universe. Ông cũng từng được đề cử các giải Oscar và SAG.

## Thời thơ ấu
Brolin sinh ra ở Santa Monica, California. Mẹ ông là Jane Cameron, một nhà nghiên cứu thiên nhiên hoang dã, cha ông là diễn viên James Brolin. Cha mẹ ông chia tay năm 1984, khi ông 16 tuổi.

## Đời tư

### Hôn nhân
Brolin kết hôn với nữ diễn viên Alice Adair từ năm 1988 tới 1994; cặp đôi sinh được hai con trai là Trevor và Eden, cũng đều là diễn viên.
Ông cũng từng đính hôn với diễn viên Minnie Driver nhưng mối quan hệ này chỉ kéo dài 6 tháng. Ngày 15/8/2004, ông kết hôn với diễn viên Diane Lane, họ sau đó chia tay vào năm 2013.

### Vấn đề pháp luật
Ngày 20/12/2004, Diane Lane, vợ của Josh tại thời điểm đó, báo cảnh sát sau khi hai người có xảy ra cãi vã. Kết quả là Josh bị bắt vì tội hành hung. Tuy vậy sau đó cả hai đã hòa giải được với nhau.
Ngày 12/7/2008, ông bị bắt vì xô xát tại quán bar Stray Cat ở Shreveport, Louisiana, cùng với diễn viên Jeffrey Wright và năm người đàn ông khác, đều là thành viên đoàn làm phim W. Brolin sau đó phải nộp phạt 334 USD và được thả.
Vào dịp năm mới 2013 ở Santa Monica, California, Brolin bị bắt vì tội say xỉn nơi công cộng.

## Danh sách phim

### Truyền hình
| Năm       | Phim                            | Vai                   | Ghi chú                                           |
| --------- | ------------------------------- | --------------------- | ------------------------------------------------- |
| 1986      | Highway to Heaven               | Josh Bryant           | Tập: "Finish Line"                                |
| 1987–1988 | Private Eye                     | Johnny Betz           | 7 tập                                             |
| 1987      | 21 Jump Street                  | Taylor Rolator        | Tập: "My Future's So Bright, I Gotta Wear Shades" |
| 1989      | Finish Line                     | Glenn                 | Phim truyền hình                                  |
| 1989–1992 | The Young Riders                | James Butler Hickok   | 67 tập                                            |
| 1994      | Winnetka Road                   | Jack Passion          | 6 tập                                             |
| 1995      | The Outer Limits                | Jack Pierce           | Tập: "Virtual Future"                             |
| 1997      | Gang in Blue                    | Keith DeBruler        | Phim truyền hình                                  |
| 2000      | Picnic                          | Hal Carter            | Phim truyền hình                                  |
| 2003      | Mister Sterling                 | Senator Bill Sterling | 10 tập                                            |
| 2005      | Into the West                   | Jedediah Smith        | Tập: "Wheel to the Stars"                         |
| 2008–2012 | Saturday Night Live             | (Chính mình)          | 2 tập                                             |
| 2012      | Mankind: The Story of All of Us | (Thuyết minh)         | 12 tập                                            |